# Tad
Tad (зачастую стилизуется как TAD) — американская рок-группа из Сиэтла, образованная в 1988 году Тэдом Дойлом. Коллектив считается пионером таких музыкальных направлений как гранж и альтернативный метал. Звучание TAD в большей степени опиралось на творчество классических хэви-метал-групп (наряду с Alice in Chains и Soundgarden), в отличие от многих других представителей гранж-сцены, которые прежде всего вдохновлялись панк-музыкой 1970-х. Несмотря на то, что TAD получили умеренный коммерческий успех, их музыка по-прежнему высоко ценится среди любителей гранжа.

## История

### Период Sub Pop Records (1988—1991)
Группа TAD была сформирована в начале 1988 года барабанщиком Тэдом Дойлом (урождённый Томас Эндрю Дойл), который пригласил в свой новый коллектив басиста Курта Дэниелсона, в свою очередь заняв место вокалиста и гитариста. Музыканты хорошо знали друг друга, так как предыдущая группа Дэниелсона, Bundle of Hiss, несколько раз выступала с бывшим коллективом Дойла H-Hour (в котором он играл на барабанах). Также Дойл пригласил в свою группу барабанщика Стива Уайда (ранее играл в группах Skin Yard и Death and Taxes) и второго гитариста Гэри Торстенсена (бывшего участника Treeclimbers). TAD были одной из первых групп, подписавших контракт с независимым лейблом Sub Pop Records. В 1988 году Дойл выпустил на этом лейбле сингл «Daisy/Ritual Device» на Sub Pop, спродюсированный сиэтлским продюсером Джеком Эндино, для которого музыкант сочинил и исполнил всю музыку самостоятельно. В начале 1989 года был выпущен дебютный альбом группы TAD God’s Balls, который также был спродюсирован Эндино. В марте 1990 года группа выпустила мини-альбом Salt Lick, записанный под руководством Стива Альбини. В том же году был издан сингл «Wood Goblins», однако его видео было запрещено к показу на MTV. После европейского тура с группой Nirvana TAD вернулись в Сиэтл и записали свой второй полноформатный альбом 8-Way Santa (1991), названный в честь одного из видов ЛСД. Спродюсированный одним из самых известных альтернативных продюсеров 1990-х Бутчем Вигом (наиболее известным по работе над дисками Nevermind Nirvana и Siamese Dream The Smashing Pumpkins), альбом демонстрировал гораздо более поп-ориентированное звучание, нежели его предшественники, что было хорошо заметно в таких треках как «Jinx», «Stumblin' Man» и «Jack Pepsi».
Композиция «Jack Pepsi» была выпущена в качестве сингла, после чего последовал судебный иск от компании Pepsi, которая обвинила группу в нарушении авторских прав, так как на обложке сингла был изображён логотип Pepsi, который копировал оригинальный дизайн газировки за исключением того, что вместо надписи PEPSI, на нём было написано TAD. Однако адвокаты группы смогли отклонить иск, так как изображение отличалось от логотипа Pepsi немного изменёнными цветами — вместо красного/синего сочетания на сингле были изображены оранжевый и голубой цвета. Представители группы назвали логотип попыткой «народного искусства», подчеркнув, что музыканты даже не пытались посягать на «нарушение авторских прав». Впоследствии к группе был подан ещё один судебный иск — на этот раз из-за обложки 8-Way Santa (на которой была изображена фотография мужчины, ласкающего женскую грудь). Мужчина с этой фотографии обиделся на TAD и подал в суд (в этот момент он стал членом движения рождённые свыше и женился). Впоследствии Sub Pop изменили обложку альбома на групповой снимок музыкантов.

### Мейджор-лейбл, скандалы и распад (1992—1999)
После эпизодического появления в фильме «Одиночки» TAD были приглашены подписать контракт с мейджор-лейблом Giant Records, дочерним подразделением Warner Music Group. Однако в 1991 году из группы ушел барабанщик Стив Уайд, присоединившись к Willard, а впоследствии к Foil. На какое-то время его место занял Рэй Уэшем (бывший участник Scratch Acid), впоследствии заменённый на Джоша Сайндерса (ранее игравшего в The Accüsed). Сайндерс дебютировал с TAD в их последней записи, выпущенной на Sub Pop, сингле «Salem/Leper» (в котором на обложке был запечатлён «Mud-Man», по-видимому, брат Джоша, страдающий от эпидемического паротита). Позже в том же году был выпущен их следующий альбом, Inhaler, который был тепло встречен музыкальной прессой. Однако запись потерпела коммерческую неудачу, из-за чего между участниками группы начались разногласия, несмотря на то, что они были приглашены Soundgarden в их турне 1994 года в поддержку альбома Superunknown. Вскоре руководство Giant Records пошло на попятную и аннулировало контракт с группой из-за промо-постера, рекламирующего Inhaler, на котором был изображён тогдашний американский президент Билл Клинтон, курящий «косяк» с надписью «Забористое дерьмо» (англ. «It's heavy shit») (В оригинале игра слов, намёк на тяжёлую музыкальную составляющую записи).
В 1995 году группа выпустила концертный альбом Live Alien Broadcasts на лейбле Futurist Records, который считается лучшей студийной записью коллектива. В том же году из TAD ушёл Торстенсен. На этом фоне группа заключила контракт с ещё одним мейджор-лейблом East West/Elektra Records. В том же году увидел свет пятый альбом коллектива, под названием Infrared Riding Hood. Однако уже через месяц после релиза почти весь штат лейбла был уволен, в результате чего контракт с TAD был автоматически аннулирован, а их альбом перестал выпускаться. Группа продолжала гастролировать до конца года, пока Сайндер не ушел в Hot Rod Lunatics. Его заменил новый барабанщик Майк Монгрейн из Foil. Последний сингл TAD «Oppenheimer’s Pretty Nightmare / Accident on The Way to Church» был выпущен в 1998 году на лейбле Up Records. Через год группа распалась.

### После распада (2000—2012)
В 2001 году, после распада TAD, Дойл сформировал группу Hog Molly, с бывшим басистом Willard Тайем Гарсиа и бывшим гитаристом 50 Paces Мартином Чандлером. В конце того же года коллектив выпустил альбом Kung-Fu Cocktail Grip. Тай и Мартин были рекомендованы Дойлу гитаристом Willard Марком Спайдерсом. После этого Дойл сформировал ещё одну группу — Hoof. В 2008 году он сформировал ещё один коллектив, Brothers of the Sonic Cloth, с которым выступал в ночных клубах Сиэтла. В свою очередь, Курт Дэниелсон сформировал проект под названием Valis, в который вошли бывшие члены групп Screaming Trees и Mudhoney. Затем он сформировал The Quaranteens, группу с элементами пост-панка и нью-вейва, в которую также вошёл Крэйг Пол, после чего переехал во Францию. В 2008 году он вернулся в Сиэтл и занялся сочинением романа. Даниэлсон также сотрудничал с другими местными группами, в том числе с Misericords (вместе со своим бывшим членом TAD Майком Монгрейном) и Vaporland (при участии бывших музыкантов Love Battery и The Fluid). Джош Синдер продолжил играть на барабанах в The Insurgence, а также выступал вместе с Марки Фелчтоуном из Zeke в коллективе под названием Hellbound For Glory.
В феврале 2008 года был выпущен документальный фильм, рассказывающий о группе, под названием «Busted Circuits and Ring Ears». В июле 2009 года на официальном сайте Тэда Дойла появилась информация о планах Brothers of the Sonic Cloth выпустить совместную пластинку, Split 10", с сиэтлской сладж-метал-группой Mico de Noche. Релиз состоялся в октябре того же года на лейбле Violent Hippy Records. Запись была издана тиражом 500 экземпляров и включала в себя две песни Mico de Noche и одну Brothers of the Sonic Cloth, которая получила название «Fires Burn Dim in the Shadows of the Mountain». Запись получила ряд положительных отзывов от музыкальных СМИ и попала в несколько списков «Лучших альбомов 2009 года».

### Частичное воссоединение
Частичное воссоединение группы TAD состоялось 13 июля 2013 года в Сиэтле в честь шоу, посвящённого 25-летию лейбла Sub Pop. В рамках этого мероприятия двое участников оригинального состава коллектива, Тэд Дойл и Гэри Торстенсен, исполнили вместе с членами группы Brothers Of The Sonic Cloth небольшой сет песен из альбомов God’s Balls, Salt Lick и 8-Way Santa.

## Сольные альбомы и другие проекты
В 2014 году Курт Дэниелсон записал сольный альбом, Vaporland, вместе с Роном Найном, Кевином Уитвортом (Love Battery) и Гарреттом Шавликом (бывшим участником The Fluid).

## Наследие
В 2017 году журнал Metal Injection присудил группе TAD 5-е место в списке «10 самых тяжёлых гранж-групп всех времён».

## Дискография

### Альбомы
- God’s Balls (1989) Sub Pop
- Salt Lick/God’s Balls (1990) Sub Pop
- 8-Way Santa (1991) Sub Pop
- Inhaler (1993) Giant/Warner Bros. Records
- Live Alien Broadcasts (1995) Futurist Records
- Infrared Riding Hood (1995) East West/Elektra Records
- Quick and Dirty (2018) Incineration Ceremony Recordings

### Мини-альбомы и синглы
- Daisy/Ritual Device (1988) Sub Pop
- Damaged I (1989) Sub Pop Records  (вместе с группой Pussy Galore)
- Wood Goblins/Cooking With Gas (1989) Glitterhouse Records[англ.]
- Loser/Cooking with Gas (1990) Sub Pop
- Salt Lick (1990) Sub Pop
- Jinx/Pig Iron (1990) Sub Pop
- Jack Pepsi/Eddie Hook (1991) Sub Pop
- Salem/Welt/Leper (1992) Sub Pop
- Lycantrope/Just Bought the Farm (1992) Pusmort Records[англ.]
- Leafy Incline/Pale Corkscrew (1993) Giant/Warner Bros. Records
- Dementia (1995) East West/Elektra Records
- Red Eye Angel/Bludge (1995) East West/Elektra Records
- Obscene Hand/Kevorkian’s Holiday (1997) Amphetamine Reptile
- Oppenheimer’s Pretty Nightmare/Accident On the Way to Church (1998) Up Records[англ.]

### Сборники и саундтреки
- Sub Pop 200 (1988) Sub Pop — «Sex God Missy»
- Sub Pop Rock City (1989) Glitterhouse Records[англ.] — «Sex God Missy»
- Crunchhouse (1989) Glitterhouse Records — «Behemoth»
- Dope, Guns 'N Fucking in the Streets, Vol. 1-3 (1989) Amphetamine Reptile — «Habit & Necessity»
- Fuck Me I'm Rich (1990) Sub Pop — «Ritual Device» and «Daisy»
- The Grunge Years (1991) Sub Pop — «Stumblin' Man»
- Revolution Come 'N' Gone (1992) Sub Pop — «Jinx»
- Mesomorph Enduros (1992) Big Cat Records[англ.] — «Pig Iron»
- 1989-1993: The John Peel Sub Pop Sessions (1993) Sub Pop — «Helot»
- Brainscan Original Motion Picture Soundtrack (1994) Ruffhouse Records[англ.] — «Grease Box»
- Insanity (1994) Sony Music Entertainment — «Luminol»
- Bite Back: Live at the Crocodile Cafe (1996) PopLlama Records — «Just Bought the Farm» (live)
- Hype! The Motion Picture Soundtrack (1996) Sub Pop — «Giant Killer»
- Up Next: The Up Records Compilation (1998) Up Records[англ.] — «Oppenheimer’s Pretty Nightmare»

### Гостевое участие
- Willard [The Sound of Fuck]-(1992) Steel Mill[англ.] [RoadRunner Records] Tad Doyle — Backing Vocals on «Stain»